# Moriakerk (Westkapelle)
De Moriakerk is een protestants kerkgebouw in de Zeeuwse plaats Westkapelle. De kerk werd van 1950 tot 1952 gebouwd, omdat het oude kerkgebouw tijdens de oorlog was verwoest. 

## Geschiedenis
In 1944 werd de Nederlands Hervormde Kerk van Westkapelle tijdens het Britse bombardement op de Zeedijk volledig verwoest. Terwijl in 1945 een noodkerk, gemaakt van oude Duitse barakken, tijdelijk werd gebruikt, werden er ook plannen gemaakt voor de bouw van een nieuwe kerk. In 1950 werd een ontwerp goedgekeurd van het architectenbureau van prof. ir J.F. Berghoef en ir H Klarenbeek uit Aalsmeer. Een orgel werd besteld bij de firma Van Leeuwen uit Leiderdorp. De bouw van de kerk, met ongeveer vijfhonderd zitplaatsen, zou van start moeten gaan in 1951 en in het voorjaar van 1952 gereed moeten zijn. Aansluitend aan de kerk zou een verenigingsgebouw worden geplaatst met drie zalen, garderobe, toiletten, kosterswoning, een kamer voor de predikant, en de consistorie. Totale kosten, inclusief interieur, werd geschat op 260.000 gulden. 
Reeds in 1950 was besloten om de kerk te noemen naar de berg Moria, verwijzend naar de berg in het Bijbelse verhaal waar Abraham de opdracht krijgt zijn zoon te offeren. In 1952 werd de kerk in gebruik genomen door de plaatselijke hervormde predikant, ds. W. Oosthoek. In 2004 werden de hervormde kerk en de gereformeerde kerk van Westkapelle samengevoegd als onderdeel van het landelijke Samen op Weg-proces en aangeduid als Protestantse Gemeente Westkapelle. In 2011 werd de voormalig gereformeerde Bethelkerk afgestoten en vonden er enkel diensten plaats in de Moriakerk.